# Dirk Brouwer
Dirk Brouwer, nizozemsko-ameriški astronom in geofizik, * 1. september 1902, Rotterdam, Nizozemska, † 31. januar 1966, New Haven, Connecticut, ZDA.

## Življenje in delo
Brouwer je doktoriral leta 1927 na Univerzi v Leidnu pod de Sittrovim mentorstvom. Nato je odšel na Univerzo Yale. Med letoma 1941 in 1966 je bil urednik znanstvene revije Astronomical Journal.
Raziskoval je na področju nebesne mehanike in skupaj z Geraldom Clemenceom je napisal učbenik Methods of Celestial Mechanics.

## Priznanja

### Nagrade
- zlata medalja Kraljeve astronomske družbe (1955)
- medalja Bruceove (1966)

### Poimenovanja
Po njem se imenuje asteroid 1746 Brouwer. Po njem in po matematiku Luitzenu Egbertusu Janu Brouwerju se imenuje krater Brouwer na Luni.
Oddelek za dinamično astronomijo Ameriškega astronomskega društva podeljuje nagrado Dirka Brouwerja. Prav tako podeljuje medaljo Dirka Brouwerja Ameriško astronavtsko društvo (AAS).

### Osmrtnice
- AJ 71 (1966) 76 (en odstavek)
- Obs 86 (1966) 92 (ena vrstica)
- PASP 78 (1966) 104 (ena vrstica, glej tudi )
- QJRAS 8 (1967) 84